# خشب الصندل

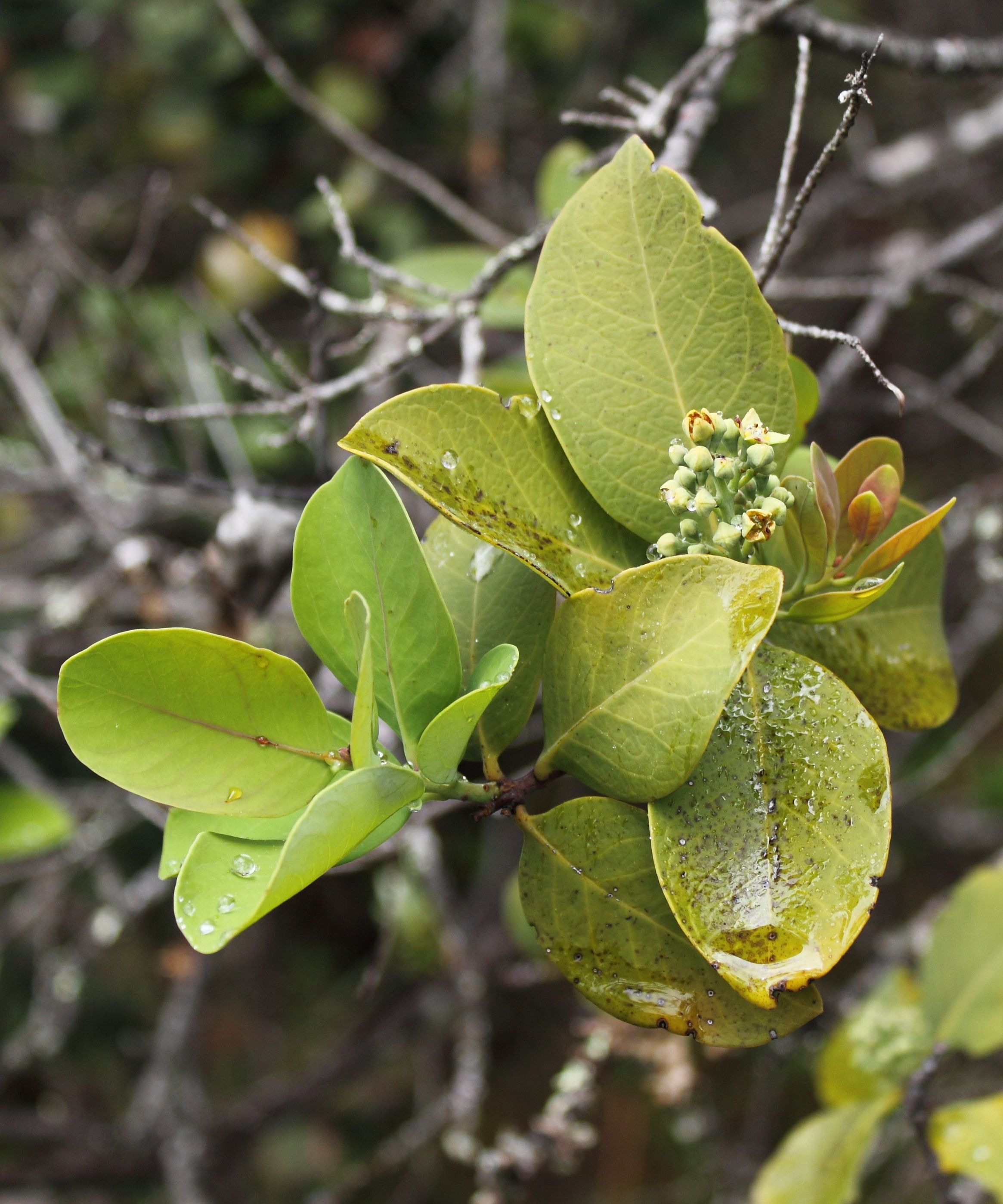

خشب الصندل هو خشب استوائي عطري وخاصة خشب شجرة مستديمة الخضرة نصف متطفلة اسمها العلمي سانتالوم البوم (santalum album) من الهند. يقطع الخشب إلى شرائح رقيقة ويستعمل زينة في صناعة العطور. وهناك أنواع من خشب الصندل حسب الجودة وتستخدم أيضا في البخور كما تدخل في صناعة العطور وكذلك بعض قطع الأثاث الثمينة والغالية الثمن، كما تدخل في صناعة المسابح.

## التسمية
تسمية وتصنيف الجنس مشتق من الاستخدام التاريخي والواسع النطاق لهذا النوع. اشتقاق أصله من اللغة السنسكريتية चन्दनं Chandana (čandana)، وخشب الصندل من شبه جزيرة الملايو، ويعني «خشب حرق البخور» ويتعلق بالكاندر، «اللامع، المتوهج» واللاتينية كاندير، للتألق أو التوهج. وصلت باللغة الإنجليزية عن طريق اليونانية المتأخرة لاتينية العصور الوسطى واللغة الفرنسية القديمة في القرن الرابع عشر أو الخامس عشر.